# Barlang (heraldika)
A barlang a természeti tárgyak és jelenségek közé tartozó ritka címerkép a címertanban. A heraldikailag ásványnak is nevezett címerképek (sziklák, dombok, hegyek) csoportjába tartozik. A magyar heraldika realista jellegének megfelelően leggyakrabban természetes színű és alakú, sziklás barlangnyílás.

## A barlang szimbolikája
Általában kultikus hely, szentély, templomhegyeken található sírhely. A zsidó hagyományban az ősapákat Ádámtól Jézusig barlangba temetik. Jézus barlangban születik és ott is támad fel. A vallásos képzelet és a néphit szerint az újjászületés, a beavatási rítusok, a mágia, a meditáció színtere, az anyaméh, a Földanya jelképe. A másik oldalról gonosz erők lakják (boszorkány, ördög, sárkány) és a pokoljárások színtere.